# ICON A5
ICON A5
2010年のプロトタイプ
- 用途：水陸両用、軽スポーツ飛行機
- 製造者：ICON Aircraft
- 初飛行：2008年
- 生産数：100機（2019年7月時点）
- 生産開始：2012年12月
- 運用開始：2016年
- 運用状況：生産中
- ユニットコスト：359,000米ドル（フル装備、2020年時点の価格）

ICON A5(アイコン エーファイブ)は、アメリカ合衆国のICON Aircraftによって開発された水陸両用の軽飛行機。2008年にプロトタイプが初飛行し、2012年12月に量産化が始まった。

## 概要

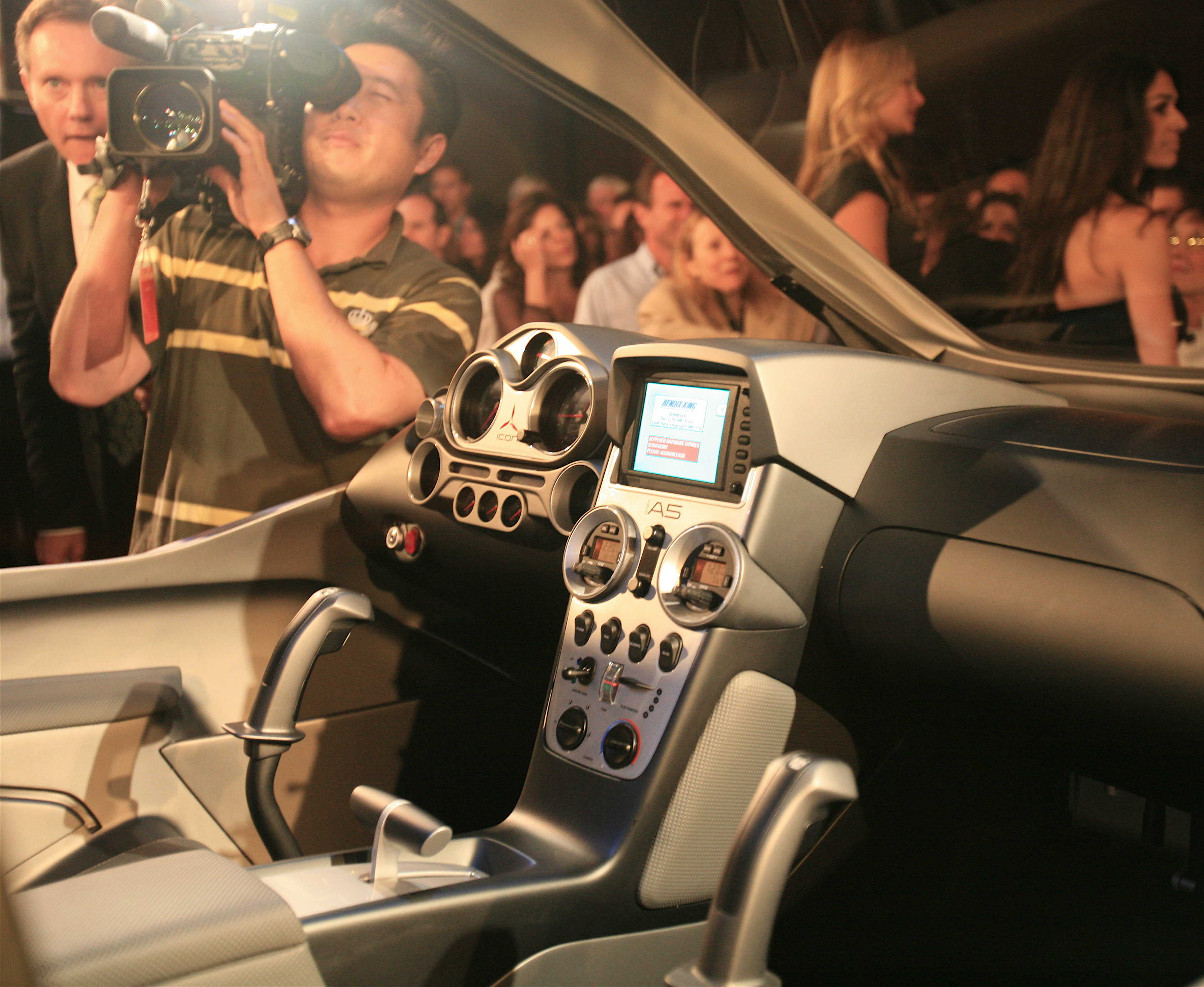
コックピットや一部の外観は、BMWと日産のデザイナーが設計しており、車のダッシュボードと似たような作りになっている。

A5は、飛行艇型の単葉機であり、ボディは炭素繊維強化プラスチックでできている。ランディングギアは格納式であり、格納状態では水上着陸モードとなる。幅46インチ（116.8 cm）の密閉型コックピットに2人乗りで、3つのブレードを備えたプロペラがあり、100 hp（75 kW）出力を持つRotax 912 iSエンジンが搭載されている。翼は陸上車両による輸送または保管を可能にするため、後方に折りたたむことができる。緊急着陸用パラシュートもオプションで装備可能である。

## 仕様
基本仕様
- 乗組員： 1名
- 助手席： 1名
- 全長： 7.0 m（23フィート）
- 翼幅： 34.8フィート（10.6 m）
- 高さ： 8.1フィート（2.5 m）

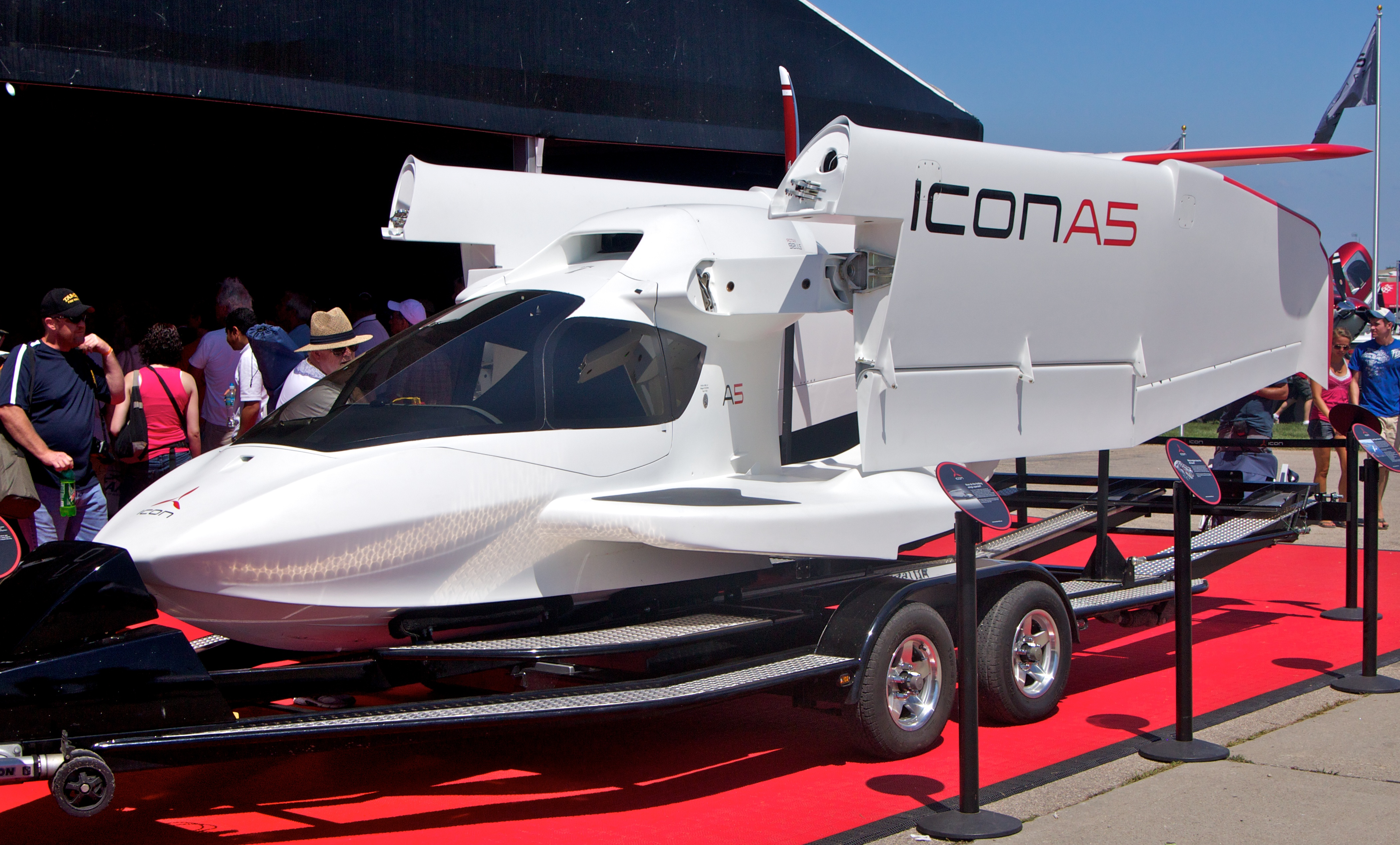
ICON A5は輸送に最適化できるよう、翼をコンパクトに折りたたむ事ができる。

- 重量（空）： 1,080ポンド（490 kg）
- 総重量： 1,510ポンド（685 kg）
- 燃料タンク： 20 USガロン（76 l）[12]
- エンジン： 1× Rotax 912 iS燃料噴射、空冷および液冷式4気筒航空機エンジン、100 hp（75 kW）
- プロペラ： 3ブレード複合

パフォーマンス
- 最高速度： 95 kn（109 mph、176 km / h）
- 範囲： 427 nmi（491 mi、791 km）
- 最大滑空比： 9：1 [87]

その他の機能
- 一体型パネルマウントを備えたポータブルGPS
- VHF通信ラジオ
- モードA、C、S、ADS-Bトランスポンダ

## 事故
- 2017年11月7日 - プロ野球選手のロイ・ハラデイが、趣味として購入したICON A5を自ら操縦したが、フロリダ沖を飛行中にメキシコ湾に墜落して死亡した。（ロイ・ハラデイ#飛行機事故による早世も参照。）
- 2019年7月27日 - 販売代理店による乗客への販売デモンストレーション飛行中に墜落事故が発生した[1]。A5が水上から離陸後、旋回しながら上昇を試みた。しかし高度100フィート未満のまま、パイロットは旋回操作を続けたが、失速して最終的には岸にある木にぶつかって水上に墜落した。この事故により、2人の乗客が負傷した[2]。